# Rodrigo d'Aragona

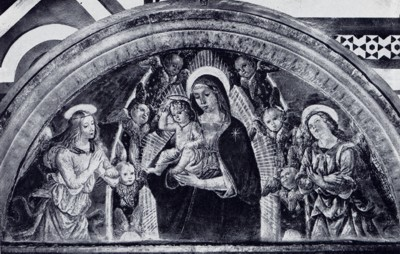
Pala raffigurante, ai lati della Madonna Rodrigo d'Aragona e i genitori

Stemma di famiglia

Rodrigo d'Aragona (Roma, 1º novembre 1499 – Bari, settembre 1512) è stato un nobile italiano duca di Bisceglie, era il primo figlio di Lucrezia Borgia, figlia del papa Alessandro VI, e del suo secondo marito Alfonso d'Aragona, duca di Bisceglie e figlio naturale del re Alfonso II di Napoli.

## Biografia

### Prima infanzia

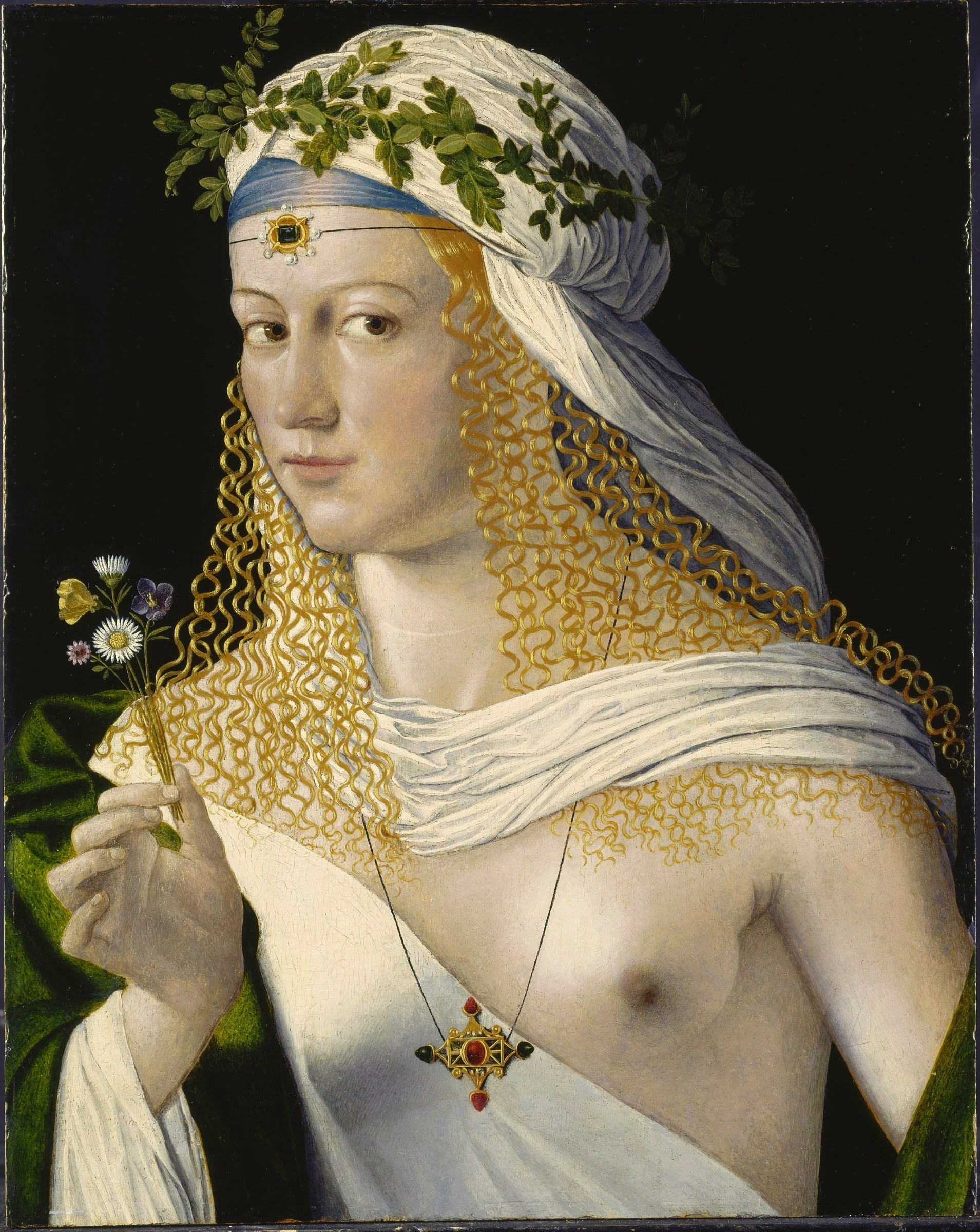
Ritratto di Flora di Bartolomeo Veneto, presunto ritratto
di Lucrezia Borgia

A quasi un anno dalla nascita perdette il padre Alfonso d'Aragona, duca di Bisceglie, fatto assassinare dallo zio materno Cesare Borgia. Al piccolo Rodrigo la madre Lucrezia volle mettere il nome del proprio padre. Venne battezzato l'11 novembre 1499 a San Pietro. Padrino fu il cardinale Carafa.
Tornata libera, fu poi fatta sposare nel 1501 ad Alfonso I d'Este, duca di Ferrara. Gli Este però, come condizione per accettare la giovane, pretesero che entrasse a Ferrara come "sposa vergine". Ciò voleva dire separarsi per sempre dal figlio che aveva finora tenuto sempre con sé.
Il 17 settembre 1501 Alessandro VI concesse al piccolo Rodrigo il ducato di Sermoneta, che rimase in potere dei Borgia fino all'agosto 1503, poco dopo la morte del papa, e fu governato da Francesco Borgia, cardinale di Cosenza, al quale Rodrigo era stato affidato come tutore. Governò anche il ducato di Nepi, in nome del piccolo Giovanni Borgia, figlio del pontefice. Lucrezia, che aveva lasciato il Vaticano il 6 gennaio 1502, non rivide mai più il figlio Rodrigo.
Lucrezia continuò comunque a provvedere al figlio tramite lettere inviate al suo tutore.

### Lontano dalla madre
Quando morì il nonno Alessandro VI, il piccolo Rodrigo fu mandato per sicurezza a Castel Sant'Angelo insieme ai cugini, i figli illegittimi di Cesare Borgia. Infatti tutta la famiglia Borgia, tutti i loro titoli e possedimenti a Roma e nello Stato Pontificio, poggiavano sul sostegno e sulla protezione assicurati dal papa. Morto quest'ultimo, i nemici ed il futuro papa avrebbero tolto tutto ai precedenti "inquilini" del Vaticano.
Francesco Borgia consigliò perciò a Lucrezia di autorizzare il figlio a partire per la Spagna, perché rimanesse più al sicuro. Lucrezia decise invece che il bambino fosse allevato a Napoli, presso i parenti del padre defunto, Alfonso d'Aragona. Rodrigo venne quindi allevato dapprima dalla zia Sancia d'Aragona, poi, quando questa morì nel 1506, dalla sorellastra del padre Isabella d'Aragona Sforza, duchessa di Bari. Il bambino poté, inoltre, conservare i propri possedimenti napoletani, che gli competevano in quanto successore del padre e divenne quindi duca di Bisceglie.
Nel 1506 Lucrezia progettò con Isabella di rivedere il figlio al santuario di Loreto, ma l'incontro non avvenne mai.

### Morte
Rodrigo morì a Bari per malattia. Lucrezia dal dolore si rifugiò nel convento di San Bernardino dove soggiornò per un mese. Riuscì a divenire l'erede del figlio, ma il processo per recuperarne l'eredità fu molto lungo e si concluse nel 1518.

## Ascendenza
|                      |                        |                              | Genitori                  |  |  | Nonni |  |  | Bisnonni               |  |  | Trisnonni           |  |
|                      |                        |                              |                           |  |  |       |  |  | Ferdinando I di Napoli |  |  | Alfonso V d'Aragona |  |
|                      |                        |                              |                           |  |  |       |  |  | Ferdinando I di Napoli |  |  | Alfonso V d'Aragona |  |
|                      |                        | Gueraldona Carlino           |                           |  |  |       |  |  | Ferdinando I di Napoli |  |  |                     |  |
| Alfonso II di Napoli |                        |                              |                           |  |  |       |  |  | Ferdinando I di Napoli |  |  |                     |  |
|                      |                        | Isabella di Chiaromonte      | Tristano di Chiaromonte   |  |  |       |  |  |                        |  |  |                     |  |
|                      |                        | Isabella di Chiaromonte      | Tristano di Chiaromonte   |  |  |       |  |  |                        |  |  |                     |  |
|                      |                        | Isabella di Chiaromonte      | Caterina Orsini Del Balzo |  |  |       |  |  |                        |  |  |                     |  |
| Alfonso d'Aragona    |                        | Isabella di Chiaromonte      |                           |  |  |       |  |  |                        |  |  |                     |  |
|                      |                        | Antonio Gazzella             | …                         |  |  |       |  |  |                        |  |  |                     |  |
|                      |                        | Antonio Gazzella             | …                         |  |  |       |  |  |                        |  |  |                     |  |
|                      |                        | Antonio Gazzella             | …                         |  |  |       |  |  |                        |  |  |                     |  |
| Trogia Gazzella      |                        | Antonio Gazzella             |                           |  |  |       |  |  |                        |  |  |                     |  |
|                      |                        | Orsina Carafa                | Giovanni Antonio Carafa   |  |  |       |  |  |                        |  |  |                     |  |
|                      |                        | Orsina Carafa                | Giovanni Antonio Carafa   |  |  |       |  |  |                        |  |  |                     |  |
|                      |                        | Orsina Carafa                | …                         |  |  |       |  |  |                        |  |  |                     |  |
| Rodrigo d'Aragona    |                        | Orsina Carafa                |                           |  |  |       |  |  |                        |  |  |                     |  |
|                      | Jofre de Borja Llanzol | Rodrigo Gil de Borja         |                           |  |  |       |  |  |                        |  |  |                     |  |
|                      | Jofre de Borja Llanzol | Rodrigo Gil de Borja         |                           |  |  |       |  |  |                        |  |  |                     |  |
|                      | Jofre de Borja Llanzol | Sibila de Oms                |                           |  |  |       |  |  |                        |  |  |                     |  |
| Papa Alessandro VI   | Jofre de Borja Llanzol |                              |                           |  |  |       |  |  |                        |  |  |                     |  |
|                      |                        | Isabel de Borja y Cavanilles | Domingos de Borja         |  |  |       |  |  |                        |  |  |                     |  |
|                      |                        | Isabel de Borja y Cavanilles | Domingos de Borja         |  |  |       |  |  |                        |  |  |                     |  |
|                      |                        | Isabel de Borja y Cavanilles | Francisca Marti           |  |  |       |  |  |                        |  |  |                     |  |
| Lucrezia Borgia      |                        | Isabel de Borja y Cavanilles |                           |  |  |       |  |  |                        |  |  |                     |  |
|                      |                        | Giacomo Cattanei             | …                         |  |  |       |  |  |                        |  |  |                     |  |
|                      |                        | Giacomo Cattanei             | …                         |  |  |       |  |  |                        |  |  |                     |  |
|                      |                        | Giacomo Cattanei             | …                         |  |  |       |  |  |                        |  |  |                     |  |
| Vannozza Cattanei    |                        | Giacomo Cattanei             |                           |  |  |       |  |  |                        |  |  |                     |  |
|                      |                        | Mencia Pinctoris             | …                         |  |  |       |  |  |                        |  |  |                     |  |
|                      |                        | Mencia Pinctoris             | …                         |  |  |       |  |  |                        |  |  |                     |  |
|                      |                        | Mencia Pinctoris             | …                         |  |  |       |  |  |                        |  |  |                     |  |
|                      |                        | Mencia Pinctoris             |                           |  |  |       |  |  |                        |  |  |                     |  |